# Libéralisation
La libéralisation est un processus généralement législatif (dans le cadre d'une législation) qui consiste en l'ouverture partielle (réduction) voire totale (abolition) de lois ou de règles restrictives, prohibitives, punitives ou répressives préexistantes d'un État. La libéralisation élargit les droits et libertés des citoyens en réduisant le contrôle gouvernemental dans le domaine social (libéralisation des mœurs, démocratisation) ou le domaine économique (libéralisation économique, privatisation).
Dans les processus de libéralisation de certaines dictatures, la libéralisation du domaine social et du domaine économique peuvent ne pas toujours aller de pair, comme dans le cas du Printemps de Prague (1968).
La libéralisation économique est défendue par les libertarianistes, aussi appelés libertaristes, issus du libéralisme qui a pris forme au début du XIXe siècle et qui défend la liberté individuelle,, tandis que la libéralisation des mœurs est défendue par les libertaires dont l'anarchiste Joseph Déjacque, qui dès le XIXe siècle, revendiquait la parité des sexes et la liberté du désir dans une société affranchie de l'autorité.

## Domaine social
En politique sociale, la démocratisation assouplit et rend moins sévères les mœurs rigides d'un État qui restreint ou interdit les pratiques ou activités des droits civils de minorités sexuelles, ethniques, religieuses ou culturelles. La dépénalisation ou la légalisation (en) est un acte de rendre quelque chose légal après qu'il était illégal. La libération sexuelle, portée par des mouvements comme les mouvements de libération des femmes, a conduit à l'émancipation (droit de vote des femmes) et l'abolition des lois interdisant l'avortement, l'homosexualité, la décriminalisation du travail du sexe (en) et permis le mariage homosexuel, le mariage interracial (en), le mariage interreligieux, ou encore le divorce (en).
Dans le domaine de la culture, la libéralisation de la censure permet la liberté de l'art, la liberté d'expression et la liberté de pensée. Dans le domaine du droit, la libéralisation autorise la consommation de drogues prohibées, la possession privée d'armes à feu (en) et interdit l'esclavagisme.

## Domaine économique
En économie, le libéralisme économique vise à la suppression du monopole de l'État ainsi que la suppression ou la réduction des réglementations, des restrictions de l'État sur le libre marché de libre-échange des entreprises privées.
La libéralisation d'un service public au privé, peut se faire sans le désengagement total de l'État et donc sans une privatisation complète. Par exemple, bien que l'Union européenne ait libéralisé les marchés de l'énergie (en) (gaz et électricité) par l'ouverture à la concurrence, certaines entreprises comme EDF ou Vattenfall (Suède) sont restées majoritairement détenues par leurs gouvernements. Ainsi, les consommateurs peuvent choisir de rester client de l'entreprise gouvernementale historique.
La libéralisation des prix (pl) n'est pas synonyme de déréglementation, car la fin d'un oligopole ou d'un monopole peut être contrôlée par l'État qui autorise de nouveaux entrants et établit un contrôle des prix. Au Ghana, l'État a vendu ses cultures de cacao à des entreprises privées concurrentes, mais avec un prix minimum de vente et toutes les exportations restent contrôlées par l'État.
Le mouvement altermondialiste et les syndicats critiquent souvent la libéralisation car elle se fait au détriment de la sécurité sociale et de l'emploi de l'entreprise publique et à l'avantage du capital et des actionnaires.